# 295
295 (CCXCV) е обикновена година, започваща във вторник според юлианския календар. Тя е 295-ата година от новата ера, двеста деветдесет и петата от първото хилядолетие и шестата от 290-те.

## Родени
- Шъ Ху, китайски император († 349 г.)